# Prva savezna liga
Prva savezna liga var det gamla Serbien och Montenegros högsta division i fotboll för herrar, och lyder under det serbiskmontenegrinska fotbollsförbundet. Serien sparkade igång säsongen 1992/1993 i samband med det gamla Jugoslaviens upplösning, och lades ner efter säsongen 2005/2006 när Serbien och Montenegro gick skilda vägar.

## Mästare
| Säsong    | Segrare                                                                                        |
| --------- | ---------------------------------------------------------------------------------------------- |
| 1992/1993 | FK Partizan                                                                                    |
| 1993/1994 | FK Partizan                                                                                    |
| 1994/1995 | FK Crvena Zvezda                                                                               |
| 1995/1996 | FK Partizan                                                                                    |
| 1996/1997 | FK Partizan                                                                                    |
| 1997/1998 | FK Partizan                                                                                    |
| 1998/1999 | FK Partizan (serien avbruten på grund av krig, serieledande FK Partizan utropade till mästare) |
| 1999/2000 | FK Crvena Zvezda                                                                               |
| 2001/2001 | FK Crvena Zvezda                                                                               |
| 2001/2002 | FK Partizan                                                                                    |
| 2002/2003 | FK Partizan                                                                                    |
| 2003/2004 | FK Crvena Zvezda                                                                               |
| 2004/2005 | FK Partizan                                                                                    |
| 2005/2006 | FK Crvena Zvezda                                                                               |

### Fotnoter
1. ↑  ”Yugoslavia 1998/99” (på engelska). RSSF. 20 mars 1999. http://www.rsssf.com/tablesj/joeg99.html. Läst 23 maj 2015.